# Joachim Jungius
Joachim Jungius (alemany: Joaquim Jung)  (Lübeck, 22 d'octubre de 1587 - Hamburg, 23 de setembre de 1657) (el cognom està llatinitzat de Jung o Junge) va ser un científic alemany, matemàtic, lògic i filòsof de la natura.

## Vida
Va néixer a Lübeck. Estudià metafísica a les universitats de Rostock i Giessen, on obtingué el 1608 el títol de professor de matemàtiques.
De 1609 a 1614 exercí de professor de matemàtiques a la universitat de Giessen. El 1616 tornà a Rostock a estudiar medicina i es va doctorar a la universitat de Pàdua. Practicà la medicina a Lübeck de 1619 a 1623, i de 1624 a 1628 va ser professor de matemàtica a Rostock. De 1629 a 1657 va ser professor d'història natural a l'escola secundària Akademisches Gymnasium, d'Hamburg.

## Obra
Jungius creia que la ciència estava basada en la matemàtica, i que aquesta junt amb la lògica servia com un remei a l'especulació metafísica i mística. Jungius va ser una figura important de l'atomisme del segle xvii, també va demostrar que la catenària no era una paràbola, al contrari del que pensava Galileu.
En botànica, encara que ell no era pròpiament botànic, va ser el primer científic que combinà una mentalitat entrenada en la filosofia amb observacions exactes de les plantes. Disposava de l'habilitat de definir els termes amb precisió i de reduir els termes vagues o arbitraris en la sistemàtica. Per exemple distingia entre característiques rellevants (fulles, tiges, etc.) i no rellevants (color, olor, espines, etc.). Es considera el fundador del llenguatge científic, que seria més tard desenvolupat per John Ray i perfeccionat per Linnaeus. Gottfried Wilhelm Leibniz va comparar la seva importància a la de Descartes.
Les seves obres més rellevants són:
- Geometrica empirica, (Rostock, 1627)
- Logica Hamburgensis, (Hamburg, 1635)[3][4]
- Compendium Logicae Hamburgensis, (Hamburg, 1641)

Va deixar manuscrits d'uns 75.000 folis la major part cremats en un incendi de 1691, però alguns d'ells publicats després de la seva mort:
- Doxoscopiae physicae minores, Martin Fogel, ed. (Hamburg, 1662)
- Mineralia, Christian Buncke and J. Vaget, eds. (Hamburg, 1687)
- Historia vermium, J. Vaget, ed. (Hamburg, 1691)
- Phoranomica, id est De motu locali (sense data ni lloc de publicació, però anterior a 1699)